# Roger Potter
Roger Potter (data de morte desconhecida) foi um treinador de basquete estadunidense, o qual é mais conhecido por ser o primeiro treinador do clube da National Basketball Association (NBA) Tri-Cities Blackhawks (hoje conhecido como Atlanta Hawks). Ele disputou 7 partidas, tendo obtido somente 1 vitória e perdido os outros seis, e acabou sendo substituído por Red Auerbach.